# Bab el-Mrissa
Ne doit pas être confondu avec Bab Lamrissa (arrondissement).
Bab el-Mrissa, (arabe : باب المريسى), appelée aussi Bab Mellah (arabe : باب الملاح), est une porte fortifiée datant du XIIIe siècle et se situant à Salé, au Maroc. Ancienne porte maritime, elle fait partie des principales portes de l'actuelle enceinte de la médina de Salé et en est la plus imposante.

## Histoire
Bab el-Mrissa est l'une des deux portes monumentales d'un ancien arsenal maritime, bâties entre 1260 et 1270 par les mérinides. D'après le Kitâb el-lstiqçâ, sa conception revient à Mohamed ben Ali (un ingénieur andalou venu de Séville). Quant à sa construction, elle coïncide avec la prise de Salé par Alphonse X de Castille en 1260 et marque le point de départ de la « guerre sainte » mérinide. 

Mohamed Mnouni, dans son Mémorial du Maroc, décrit son ancien fonctionnement : 

« Quand un vaisseau était construit et qu'on voulait le lancer à la mer, on ouvrait le bassin de la porte nord. Quand l'eau le remplissait, on y lançait le vaisseau qui naviguait ensuite par la porte Mrissa jusqu'à atteindre le fleuve [Bouregreg]. C'est pour cela que l'arcade de cette porte se situait très haut pour permettre aux navires de passer au-dessous. »

Selon Henri Terrasse, à l'époque de la République du Bouregreg (XVIIe siècle), l'arsenal sur lequel elle donnait, de l'autre côté des remparts, était probablement déjà ensablé, et les deux siècles précédents, seuls de « rares vaisseaux corsaires » furent équipés par Salé. L'activité de l'arsenal – a fortiori celle de Bab el-Mrissa en tant que porte maritime – serait donc avant tout associée à la guerre sainte mérinide.

## Inscriptions
Les inscriptions koufiques dans les trois bandes contournant l'arc sont les ayats 10, 11, 12 et 13 de la sourate As-Saff, :
«   يَا أَيُّهَا الَّذِينَ آَمَنُوا هَلْ أَدُلُّكُمْ عَلَى تِجَارَةٍ تُنْجِيكُمْ مِنْ عَذَابٍ أَلِيمٍ   »
«    تُؤْمِنُونَ بِاللَّهِ وَرَسُولِهِ وَتُجَاهِدُونَ فِي سَبِيلِ اللَّهِ بِأَمْوَالِكُمْ وَأَنْفُسِكُمْ ذَلِكُمْ خَيْرٌ لَكُمْ إِنْ كُنْتُمْ تَعْلَمُونَ   »
«    يَغْفِرْ لَكُمْ ذُنُوبَكُمْ وَيُدْخِلْكُمْ جَنَّاتٍ تَجْرِي مِنْ تَحْتِهَا الْأَنْهَارُ وَمَسَاكِنَ طَيِّبَةً فِي جَنَّاتِ عَدْنٍ ذَلِكَ الْفَوْزُ الْعَظِيمُ   »
«    وَأُخْرَى تُحِبُّونَهَا نَصْرٌ مِنَ اللَّهِ وَفَتْحٌ قَرِيبٌ وَبَشِّرِ الْمُؤْمِنِينَ   »

## Dans la culture
- Tel Brahim Aâmiri[9], plusieurs artistes en ont fait le sujet de leurs toiles.
- Bab el-Mrissa figure sur le logo de l'équipe de football de Salé, l'AS Salé.
- Bab el-Mrissa figure sur un timbre émis en 2007[10].